# Rockwell International
Rockwell International va ser un important conglomerat industrial estatunidenc en la segona meitat del segle xx, implicat en la fabricació d'avions, indústria aeroespacial, electrònica orientada tant a la defensa com comercial, components automotrius, camions, impremtes, vàlvules, mesuradors, i automatització industrial. Rockwell International va ser la darrera d'una sèrie d'empreses fundades per Willard Rockwell. En 1988, Rockwell International va estar en el número 27 de la llista «Fortune 500», amb unes vendes de 12.700 milions de dòlars i amb 37.000 empleats.

## Productes

### Aeronaus
- North American Rockwell OV-10 Bronco
- Rockwell Commander 112
- Fuji/Rockwell Commander 700
- Rockwell B-1 Lancer
- Rockwell X-30
- Rockwell-MBB X-31
- Rockwell XFV-12
- Rockwell Ranger 2000

### Naus espacials
- Mòdul de comandament i servei Apollo (North American Rockwell)
- Orbitador del transbordador espacial

### Míssils
- AGM-53 Condor
- AGM-114 Hellfire